# Alberto Bertuccelli
Alberto Bertuccelli (14. leden 1924, Viareggio, Italské království – 15. srpen 2002, Viareggio, Itálie) byl italský fotbalový obránce.
Byl fotbalistou Juventusu v pěti sezonách. Odehrál za ně 144 utkání a slavil s ní dvakrát titul v lize (1949/50, 1951/52). V roce 1954 byl prodán do Říma za 23 miliónů lir. Jenže kvůli zranění odehrál jen šest utkání a po sezoně ukončil kariéru.
Za reprezentaci odehrál šest utkání.

## Hráčská statistika
| Sezóna  | Klub     | Liga    | Liga   | Liga | Ligové poháry | Ligové poháry | Ligové poháry | Kontinentální poháry | Kontinentální poháry | Kontinentální poháry | Celkem | Celkem |
| Sezóna  | Klub     | Soutěž  | Zápasy | Góly | Soutěž        | Zápasy        | Góly          | Soutěž               | Zápasy               | Góly                 | Zápasy | Góly   |
| ------- | -------- | ------- | ------ | ---- | ------------- | ------------- | ------------- | -------------------- | -------------------- | -------------------- | ------ | ------ |
| 1946/47 | Lucchese | Serie B | 0      | 0    | -             | 0             | 0             | -                    | 0                    | 0                    | 0      | 0      |
| 1947/48 | Lucchese | Serie A | 29     | 0    | -             | 0             | 0             | -                    | 0                    | 0                    | 29     | 0      |
| 1948/49 | Lucchese | Serie A | 34     | 0    | -             | 0             | 0             | -                    | 0                    | 0                    | 34     | 0      |
| 1949/50 | Juventus | Serie A | 36     | 0    | -             | 0             | 0             | -                    | 0                    | 0                    | 36     | 0      |
| 1950/51 | Juventus | Serie A | 29     | 2    | -             | 0             | 0             | -                    | 0                    | 0                    | 29     | 2      |
| 1951/52 | Juventus | Serie A | 24     | 0    | -             | 0             | 0             | -                    | 0                    | 0                    | 24     | 0      |
| 1952/53 | Juventus | Serie A | 24     | 0    | -             | 0             | 0             | -                    | 0                    | 0                    | 24     | 0      |
| 1953/54 | Juventus | Serie A | 31     | 0    | -             | 0             | 0             | -                    | 0                    | 0                    | 31     | 0      |
| 1954/55 | Řím      | Serie A | 6      | 0    | -             | 0             | 0             | -                    | 0                    | 0                    | 6      | 0      |
| Celkově | Celkově  | Celkově | 213    | 2    | -             | 0             | 0             | -                    | 0                    | 0                    | 213    | 2      |

## Hráčské úspěchy

### Klubové
- 2× vítěz italské ligy (1949/50, 1951/52)
- 1× vítěz 2. italské ligy (1946/47)

### Reprezentační
- 1× na MP (1948–1953)